# Drôme Classic 2025
De dertiende editie van de wielerwedstrijd Drôme Classic werd gehouden op 1 maart 2025. De start en finish vond plaats in Étoile-sur-Rhône. De wedstrijd maakte deel uit van de UCI ProSeries als 1.Pro-wedstrijd. De titelverdediger Marc Hirschi werd dit jaar vierde op meer dan een minuut van de winnaar van dit jaar, de Spanjaard Juan Ayuso.

## Deelname
Er namen tien UCI World Tour-ploegen, vier UCI ProTeams en negen UCI Continental team deel.
| WorldTour | WorldTour | ProTeam | Continentaal                                                                                |
| --- | --- | --- | ------------------------------------------------------------------------------------------- |
| Arkéa-B&B Hotels Cofidis Decathlon AG2R La Mondiale EF Education-EasyPost Groupama-FDJ Intermarché-Wanty Lidl-Trek | Movistar Team Soudal-Quick Step Team Picnic PostNL Team Visma I Lease a Bike UAE Team Emirates-XRG XDS Astana Team | Israel-Premier Tech Lotto Q36.5 Pro Cycling Team Team TotalEnergies Tudor Pro Cycling Team Unibet Tietema Rockets | CIC-U-Nantes Nice Métropole Côte d'Azur St Michel Preference Home-Auber93 Van Rysel-Roubaix |

## Uitslag
| Plaats  | Naam                | Ploeg                           | Tijd     |
| ------- | ------------------- | ------------------------------- | -------- |
| Winnaar | Juan Ayuso          | UAE Team Emirates-XRG           | 4u31'48" |
| 2       | Mattias Skjelmose   | Lidl-Trek                       | + '23"   |
| 3       | Ben Tulett          | Team Visma I Lease a Bike       | + 1'15"  |
| 4       | Marc Hirschi        | Tudor Pro Cycling Team          | z.t.     |
| 5       | Andrea Bagioli      | Lidl-Trek                       | z.t.     |
| 6       | Dorian Godon        | Decathlon AG2R La Mondiale Team | z.t.     |
| 7       | Clément Champoussin | XDS Astana Team                 | z.t.     |
| 8       | Quinn Simmons       | Lidl-Trek                       | z.t.     |
| 9       | Warren Barguil      | Team Picnic PostNL              | z.t.     |
| 10      | Lorenzo Fortunato   | XDS Astana Team                 | z.t.     |
| 11      | Mathieu Burgaudeau  | Team TotalEnergies              | + 1'19"  |
| 12      | Alex Aranburu       | Cofidis                         | z.t.     |
| 13      | Alexandre Delettre  | Team TotalEnergies              | z.t.     |
| 14      | Valentin Madouas    | Groupama-FDJ                    | z.t.     |
| 15      | Michael Woods       | Israel-Premier Tech             | z.t.     |
| 16      | Lorenzo Rota        | Intermarché-Wanty               | + 1'24"  |
| 17      | Louis Barré         | Intermarché-Wanty               | + 1'26"  |
| 18      | Louis Vervaeke      | Soudal Quick-Step               | z.t.     |
| 19      | Simon Gualdi        | Intermarché-Wanty               | z.t.     |
| 20      | Giovanni Carboni    | Unibet Tietema Rockets          | z.t.     |
|         |                     |                                 |          |
| 49      | Menno Huising       | Team Visma I Lease a Bike       | + 4'38"  |

2013 · 2014 · 2015 · 2016 · 2017 · 2018 · 2019 · 2020 · 2021 · 2022 · 2023 · 2024 · 2025
Ronde van Valencia ·
Ronde van Oman ·
Clásica de Almería ·
Figueira Champions Classic ·
Ronde van de Algarve ·
Ruta del Sol ·
Ardèche Classic ·
Drôme Classic ·
Kuurne-Brussel-Kuurne ·
Trofeo Laigueglia ·
Nokere Koerse ·
Milaan-Turijn ·
GP Denain ·
Bredene Koksijde Classic ·
Grote Prijs Miguel Indurain ·
Ronde van Hainan ·
Scheldeprijs ·
Brabantse Pijl ·
Ronde van de Alpen ·
Ronde van Turkije ·
Grote Prijs van Plumelec ·
Tro Bro Léon ·
Klassiek Duinkerke-GP van de Hauts-de-France ·
Vierdaagse van Duinkerke ·
Ronde van Hongarije ·
Veenendaal-Veenendaal ·
Antwerp Port Epic ·
Boucles de la Mayenne ·
Ronde van Noorwegen ·
Ronde van Slovenië ·
Brussels Cycling Classic ·
Dwars door het Hageland ·
Mont Ventoux Dénivelé Challenge ·
Ronde van België ·
Ronde van het Qinghaimeer ·
Ronde van Wallonië ·
Ronde van Burgos ·
Arctic Race of Norway ·
Ronde van Denemarken ·
Circuit Franco-Belge ·
Ronde van Duitsland ·
Ronde van Groot-Brittannië ·
Maryland Cycling Classic ·
GP Industria & Artigianato-Larciano ·
Coppa Sabatini ·
Grote Prijs van Fourmies ·
Grote Prijs van Wallonië ·
Ronde van Luxemburg ·
Super 8 Classic ·
Ronde van Langkawi ·
Ronde van het Münsterland ·
Ronde van Emilia ·
Coppa Bernocchi ·
Ronde van de Drie Valleien ·
Ronde van Piemonte ·
Ronde van het Taihu-meer ·
Parijs-Tours ·
Ronde van Veneto ·
Japan Cup ·
Veneto Classic